# Santamartamys rufodorsalis
Santamartamys rufodorsalis (J. A. Allen, 1899) è un roditore della famiglia degli Echimiidi, unica specie del genere Santamartamys (Emmons, 2005), endemico della Colombia.

## Descrizione

### Dimensioni
Roditore di medie dimensioni, con la lunghezza della testa e del corpo di 190 mm, la lunghezza della coda di 267 mm, la lunghezza del piede di 40 mm e la lunghezza delle orecchie di 12 mm.

### Caratteristiche craniche e dentarie
Il cranio è corto e largo, le arcate zigomatiche sono robuste e larghe ma non arcuate lateralmente, le creste sopra-orbitali sono ben sviluppate con i margini esterni dritti, la regione inter-orbitale è molto larga. La bolla timpanica è piccola ed appiattita.
Sono caratterizzati dalla seguente formula dentaria:

### Aspetto
La pelliccia è lunga, densa, molto soffice e lanosa. Le parti dorsali sono rossastre brillanti, i lati del corpo e della testa fino al naso sono più chiari e giallastri, alcuni lunghi peli con la punta nera sono presenti sulla testa e la nuca, mentre le parti ventrali sono grigiastre. Il muso è relativamente corto, gli occhi sono grandi. Le vibrisse, un ciuffo di lunghe setole tra ogni occhio e orecchio e uno alla base interna di quest'ultimo sono neri. Le orecchie sono piccole, marroni chiare, esternamente prive di peli ma con la superficie interna del padiglione auricolare densamente ricoperta di peli. Il dorso delle zampe è grigio fulvo chiaro. La coda è più lunga della testa e del corpo, è robusta ed è densamente ricoperta di peli, neri nella prima metà e bianchi all'estremità. Le femmine hanno due paia di mammelle addominali. I giovani sono generalmente più grigiastri e durante il passaggio alla fase di colore degli adulti la muta inizia generalmente dalle parti anteriori.

## Biologia

### Comportamento
È una specie arboricola e notturna.

## Distribuzione e habitat
Questa specie è conosciuta soltanto attraverso tre individui, il primo catturato nel 1898 e l'ultimo nel 2011, nel massiccio isolato della Sierra Nevada de Santa Marta, nella parte più settentrionale della Colombia.
Vive nelle foreste tropicali montane.

## Conservazione

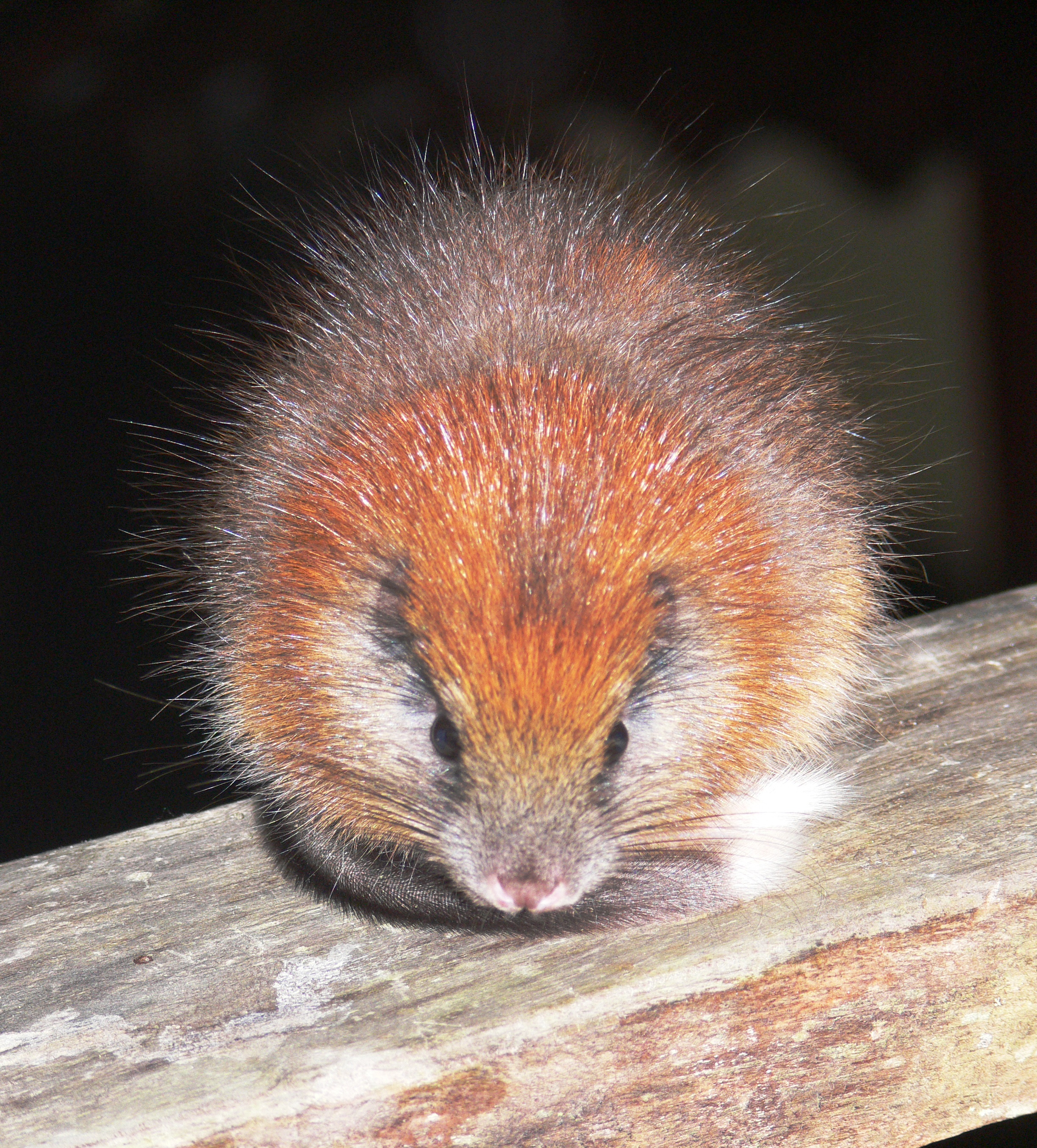
Esemplare fotografato nel 2011

La IUCN Red List, considerato l'areale limitato, la seria frammentazione della popolazione, il declino nell'estensione e nella qualità del proprio habitat, classifica S.rufodorsalis come specie in grave pericolo (CR).